# Henri Young
Henri Theodore Young, o Henry Young (Kansas City, 20 giugno 1911 – scomparso nel 1972), è stato un criminale statunitense scomparso a Walla Walla (Washington) nel 1972.
Fu incarcerato ad Alcatraz, da cui tentò di evadere con i detenuti Dale Stamphill, William Martin, Arthur Barker e Rufus McCain.

## Biografia
Henry Theodore Young nacque a Kansas City il 20 giugno 1911. Nel 1932, all'età di 21 anni, Henri Young e la sorellina di 6 anni Rosetta rimasero orfani e, un anno più tardi, Young fu processato e condannato per aver rubato cinque dollari da un negozio di alimentari, proprio per sfamare la sorellina. In seguito rapinò alcune banche prendendo alcuni cittadini come ostaggi e minacciandoli. Nel 1933, in una di queste circostanze, commise un omicidio. Dopo l'arresto definitivo, la sorella venne portata in un orfanotrofio senza che egli potesse più rivederla.
Young cominciò a scontare la condanna per omicidio preterintenzionale nelle prigioni statali, prima del Montana, poi dello stato di Washington, dopo di che, venne trasferito nella prigione Federale dell'isola di McNeil, nel 1935, e l'anno successivo venne condotto ad Alcatraz. Nella notte del 13 gennaio 1939, Young tentò di scappare insieme ai prigionieri Dale Stamphill, William Martin, "Doc" Barker e Rufus McCain. Barker e Stamphill opposero resistenza e vennero uccisi dai mitra delle guardie, mentre Martin, Young e McCain furono ricondotti nella prigione.
Dopo la cattura, Young fu portato in una cella di segregazione disciplinare, in uno dei bracci principali della prigione, come punizione per la tentata fuga. Si trattava di una cella normale, dotata di luce elettrica e del mobilio di cella. Anche Martin e McCain ricevettero la medesima punizione, nonostante McCain fosse sospettato di essere una spia dei guardiani; motivo questo del presunto risentimento che Young avrebbe poi tradotto nell'omicidio dell'uomo. Le fonti non sono univoche sul periodo di isolamento di Young, che comunque venne riportato definitivamente al regime ordinario undici giorni prima del giorno 30 dicembre 1940, quando uccise McCain nella sartoria della prigione con diverse coltellate nell'addome.
Nel processo che seguì, Young fu difeso da due giovani avvocati, uno dei quali era il ventisettenne James Martin MacInnis, che criticarono pesantemente le condizioni di Alcatraz. Young stesso definì l'isola "Murder In The First" ("Omicidio di primo grado"), per le torture subite dopo il suo tentativo di fuga che ne offesero il corpo ma soprattutto la psiche. Gli avvocati definirono Young come una persona dal temperamento terribile. Il difensore di Young, James MacInnis, ebbe in seguito una carriera brillante. MacInnis e sua moglie Edith morirono nel 1979 in un incidente d'auto causato da un guidatore in stato di ebbrezza.
Young rimase ad Alcatraz fino al '48, dopodiché fu trasferito al Centro Medico Federale per Prigionieri di Springfield, Missouri. Nel 1954, per terminare il periodo di detenzione dovuto all'omicidio del 1933, fu portato al Penitenziario Statale di Washington, dove fu recluso fino al 1972 all'età di 61 anni. Rilasciato sulla parola, scomparve e di lui non si seppe più niente.

## Citazioni e omaggi
La storia di Henri Young ad Alcatraz è stata resa popolare dalla ricostruzione, in maniera romanzata, oggetto del film L'isola dell'ingiustizia - Alcatraz.